# Pasear
Pasear es andar a lo largo de un camino o a través de un lugar a un ritmo agradable. Pasear es una forma de pasar el tiempo y una actividad disfrutada en todo el mundo como forma de ocio. El ritmo de los pasos de una persona que pasea es más lento que el de una persona que camina con el objetivo de ir de un lugar a otro, y normalmente presta más atención al entorno.
Obras que presentan al flâneur (palabra francesa que designa a una persona que pasa y observa, pero no interviene) han aparecido en la literatura europea y norteamericana desde finales del siglo XVIII.

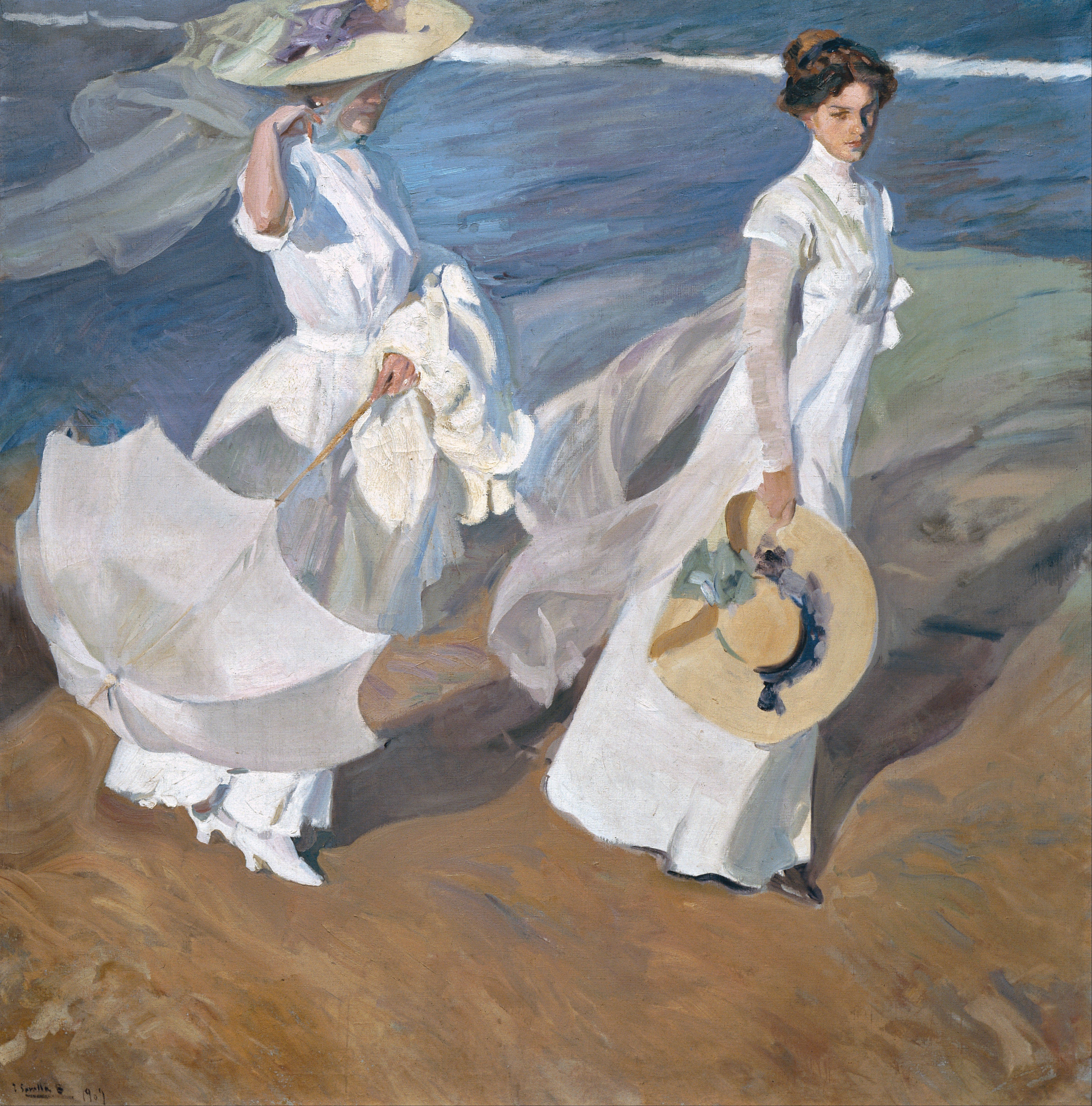
Joaquín Sorolla y Bastida, Paseo a orillas del mar, 1909 (Museo Sorolla)

El verbo español "pasear" viene del sustantivo "paseo", y este, del latín passus. En otros idiomas se usan palabras de diferentes orígenes etimológicos para describir esta actividad (inglés: strolling; francés: se promener; alemán: Spaziergangen, literalmente "ir a los espacios abiertos").

## Beneficios para la salud
Pasear no es un ejercicio aeróbico. La demanda de energía del cuerpo mientras se pasea no requiere oxígeno extra.  Los médicos, por tanto, no recomiendan pasear, sino formas de ejercicio más intensas y aeróbicas. El comité de la Asociación Médica americana sobre ejercicio y forma física afirma que «andar a paso vivo, no solo pasear, es la más sencilla forma de ejercicio físico, y también una de las mejores».
Los investigadores que investigan los beneficios cognitivos del ejercicio también han concluido que pasear no redunda en beneficios significativos para la salud cognitiva de las personas a medida que envejecen.  En cambio andar a paso vivo y otras actividades diarias, como el trabajo doméstico o la jardinería, sí han demostrado beneficios significativos contra el deterioro cognitivo asociado a la edad.
Otros investigadores en la Clínica Mayo postulan que toda actividad diferente de comer, dormir o hacer deporte contribuye a la salud general de la persona. La han denominado "termogénesis resultante de actividad diferente del ejercicio" (NEAT por sus siglas en inglés) e incluye todo —desde pasear a moverse inquieto en la silla— en el análisis de consumo de energía. La utilización de estos hallazgos ha generado muchas ideas sobre diseño social de oficinas, escuelas y espacios de convivencia,  con el fin de promover en ellos actividad física, como quitar lugares para sentarse para fomentar que se esté de pie y se camine. El cuerpo opera a un nivel más  equilibrado cuando paseaː el ritmo cardíaco y la presión sanguínea (tensión arterial) están más equilibrados.
Pasear fomenta la creatividadː en unos experimentos con estudiantes, cuando caminaban se les ocurrían 6 veces más usos posibles para objetos cotidianos (un botón, un neumático) que cuando estaban sentados. También es eficaz para romper el bucle de pensamientos obsesivos (rumiación).

## Tradiciones internacionales
En España, la acción de pasear se denomina paseo y es una forma habitual de pasar el tiempo después de la cena (dependiendo de la temperatura, puede desplazarse a otro momento del día). Se considera una tradición saludable para "bajar la cena" (digerirla mejor y tener un sueño más profundo).
Quienes salen a pasear (normalmente más de una persona; son habituales las parejas y las familias) suelen arreglarse (llevar ropa en buen estado, diferente de la ropa de casa). Durante los paseos suele haber encuentros y conversaciones con vecinos y conocidos, coqueteo y cotilleo.
Numerosas calles en países de tradición hispana incorporan la palabra: Paseo de la Reforma en Ciudad de México, Paseo del Prado en Madrid, Paseo de Roxas en  Filipinas o  Paseo La Plaza en Buenos Aires. Esto muestra la intención del urbanista de que esa calle se pudiera dedicar a esa actividad. Suelen ser calles amplias, de anchas aceras, y con árboles. Los bulevares a menudo se designan en el callejero como "paseos".

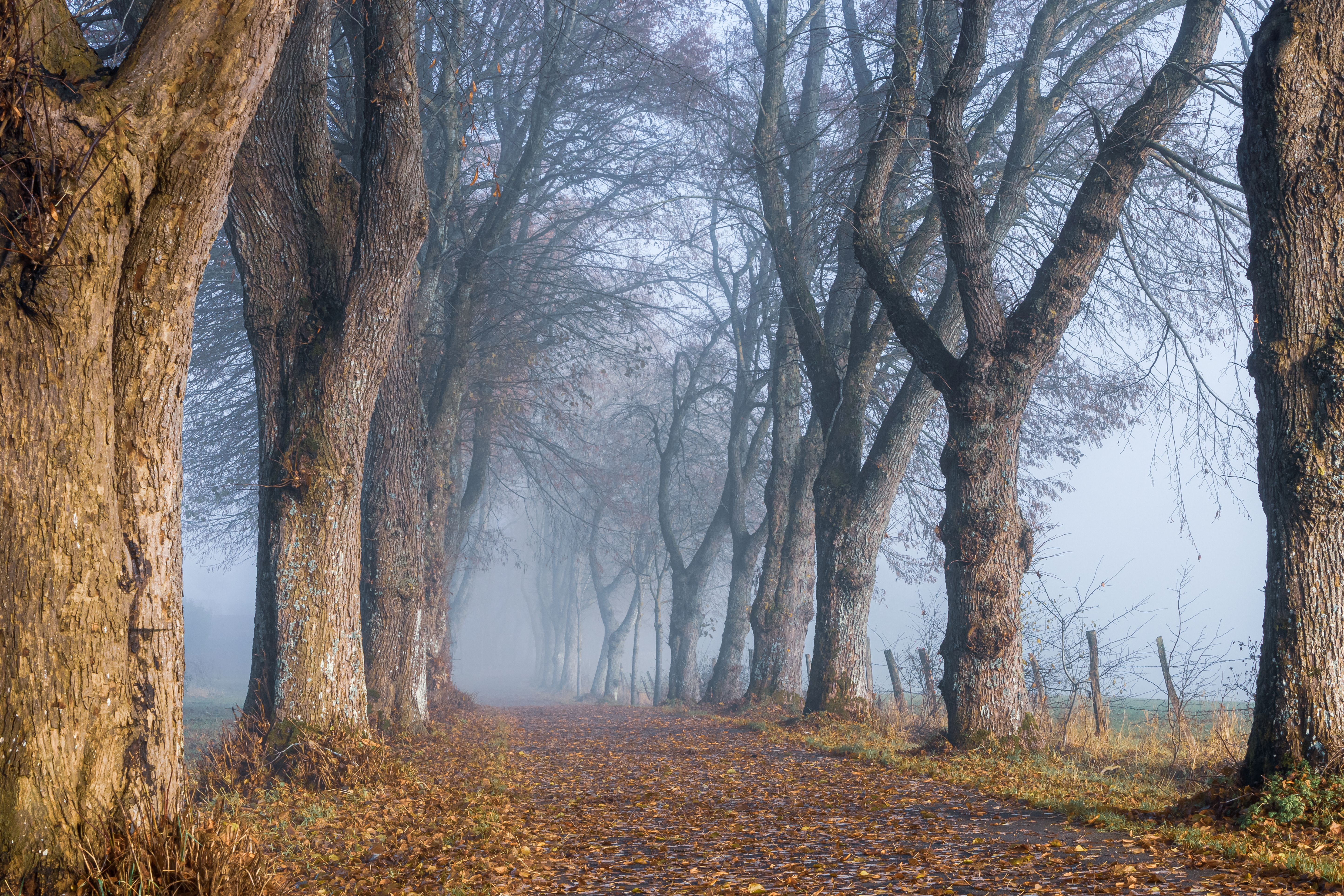
Una arboleda es un lugar ideal para un paseo al anochecer (Dahlem)

La similar y extendida costumbre italiana de un paseo al anochecer se denomina la passeggiata.
Pasear o caminar (en ruso: гулять, gulyat') es muy común en la sociedad rusa. En contraste con muchos de los países occidentales, pasear es muy común entre la juventud rusa. Los jóvenes quedan solo para pasear. Además del verbo, el sustantivo con el que se describe el tiempo empleado en el paseo es progulka (en cirílico: прогулка). Caminar es tan importante en la cultura rusa que gulyat' también es un sinónimo de "ir de fiesta".
El crítico literario ruso del siglo XIX Vissarion Belinsky describió San Petersburgo como el centro de paseo urbano en el país, por contraste con Moscú. Los paseos rurales han sido desde hace mucho tiempo una constante en las canciones y la ficción rusas. Chaikovski compuso un acompañamiento musical al poema de Nikolay Grekov “No tenemos mucho tiempo para pasear”.

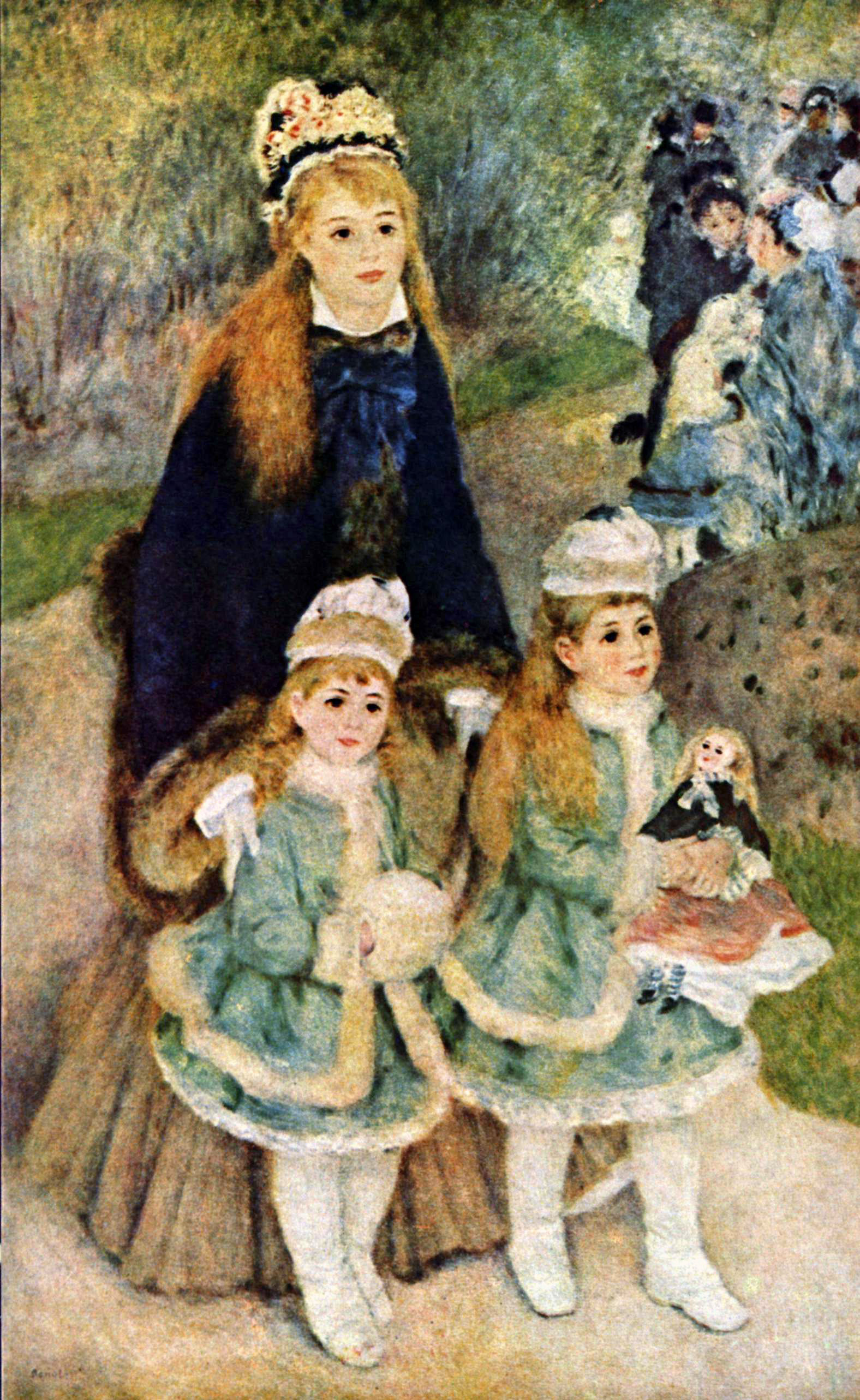
Renoir: El paseo. Título original en francés: La promenade. Otros cuadros de Renoir llevan el mismo título.

## Historia
El filósofo Aristóteles ya paseaba con sus discípulos para instruirlos.
El surgimiento de pasear como actividad difundida surge del vagar aristocrático por los jardines y parques barrocos. Después se añadió un componente social de contacto con otras personas y conversaciones tranquilas. La construcción en las ciudades de parques o calles destinados a pasear está muy relacionada con la actividad. Se puso de moda en el siglo XVIII.
Un conocido paseante fue Goethe. Su espacio preferido era el bosque urbano de Fráncfort del Meno. En la literatura alemana el paseo tiene una importante presencia.